# 愛知県立瀬戸工科高等学校
愛知県立瀬戸工科高等学校（あいちけんりつ せとこうかこうとうがっこう）は、愛知県瀬戸市東権現町にある公立高等学校。
全日制・定時制・専攻科が設置されている。日本六古窯の一つ、瀬戸焼（瀬戸物）で知られる陶都・瀬戸（当時の東春日井郡瀬戸町）に開校した瀬戸陶器学校を前身とする伝統校である。最寄駅は名鉄瀬戸線 尾張瀬戸駅。かつては商業科もある実業高校であり、また全国で「窯業（ようぎょう）」の名を冠した唯一の高等学校であった。
全日制では、デザイン系学科を設置しているため、毎年約４割の新入生が女子生徒である。そのため男子生徒が大半を占める他の工科高校とは雰囲気が大きく異なる。また、幅広い年齢層の専攻科生も在籍し共に学校生活を送るため、全国的にも他に類を見ない特色ある高等学校となっている。

## 沿革
- 1895年（明治28年）- 瀬戸陶器学校として開校。
- 1901年（明治34年）- 瀬戸町立瀬戸陶器学校となる。
- 1910年（明治43年）- 皇太子（のちの大正天皇）行啓。
- 1911年（明治44年）- 愛知県陶器学校となる。
- 1920年（大正  9年）- 愛知県立窯業学校と改称。
- 1922年（大正11年）- 愛知県窯業学校と改称。
- 1943年（昭和18年）- 修業年限を４ヵ年に短縮（戦時特別法）。
- 1946年（昭和21年）- 修業年限を５ヵ年に復帰。
- 1948年（昭和23年）- 新制高校として愛知県立瀬戸窯業高等学校に改称。
- 1950年（昭和25年）- 定時制 普通科 開設。
- 1957年（昭和32年）- 全日制 商業科、定時制 窯業科・商業科開設、普通科募集停止。
- 1965年（昭和40年）- 全日制 デザイン科開設。
- 1970年（昭和45年）- 定時制 衛生看護科開設。
- 1972年（昭和47年）- 専攻科 窯業科開設。
- 1974年（昭和49年）- 定時制を愛知県立瀬戸南高等学校として分離。
- 1975年（昭和50年）- 専攻科 陶芸科開設。
- 1979年（昭和54年）- 全日制 窯業機械科・電子材料科開設。
- 1984年（昭和59年）- 愛知県立瀬戸南高等学校を本校定時制として移管。
- 1984年（昭和59年）- 全日制 窯業機械科を機械科、電子材料科を電子工学科に改称。
- 1986年（昭和61年）- 定時制 衛生看護科廃科。
- 1990年（平成  2年）- 全日制 窯業科をセラミック科に改称。
- 1993年（平成  5年）- 専攻科 窯業科をセラミック工学科に改称。
- 1995年（平成  7年）- 創立100周年記念式典挙行
- 1996年（平成  8年）- 全日制 電子機械科開設、電子工学科・機械科募集停止。
- 1997年（平成  9年）- 定時制 普通科募集停止。
- 2007年（平成19年）- 専攻科 セラミック陶芸科開設、セラミック工学科・陶芸科募集停止。
- 2017年（平成29年）- 全日制 セラミック科とデザイン科を工芸デザイン科と新素材工学科に改編、商業科を総合ビジネス科に改称。
- 2020年（令和 2年）- 専攻科 セラミック陶芸科を工芸デザイン科に改編。
- 2021年（令和 3年) - 瀬戸工科高等学校に校名変更[1]、全日制 電子機械科をロボット工学科と機械科に改編、総合ビジネス科募集停止（総合ビジネス科の代替は近隣の愛知県立瀬戸北総合高等学校総合学科の商業系列追加で対応）。
- 2025年（令和 7年）- 創立130周年記念式典挙行。

## 学科

### 設置学科
全日制
- ロボット工学科（R）
- 機械科（M）
- 新素材工学科（S）

（上記３学科は括り募集：２年次から学科を選択）
- 工芸デザイン科（KD）

（２年次からセラミック陶芸コース、デザインコースを選択）
定時制
- 総合ビジネス科（B）

専攻科
- 工芸デザイン科（KD＋)

（セラミック陶芸コース、デザインコース）

### かつてあった学科
全日制
窯業科、セラミック科、デザイン科、窯業機械科、電子材料科
電子工学科、電子機械科、商業科、総合ビジネス科
定時制
普通科、窯業科、衛生看護科、商業科
専攻科
窯業科、陶芸科、セラミック工学科、セラミック陶芸科

## 学校行事
全日制
- 4月

入学式、対面式、部活動紹介、離任式、制服着こなしセミナー
交通安全講話、情報モラル講座
- 5月

体力テスト、遠足、授業参観、薬物乱用防止講座
- 6月

漢字コンテスト、進学説明会
- 7月

芸術鑑賞会、RMSキャリアガイダンス、夏季進路補習～8月
- 8月

インターンシップ、中学生体験入学
- 9月

防災訓練、選科説明会、就職選考試験
- 10月

愛窯祭（文化祭・体育祭）、AED講習会
- 11月

修学旅行、社会見学（工場見学）
- 12月

人権講話、愛窯進路フェア、中学生体験入学
卒業制作展～1月(工芸デザイン科）
- 1月

愛窯ウィーク、課題研究成果発表会、英単語コンテスト
- 2月

3年生学年行事、専攻科修了展、表彰式
- 3月

卒業式、球技大会、進路ガイダンス

## 取得をサポートする資格・検定
全日制
- 国家資格
  - 第二種電気工事士
  - 危険物取扱者（乙種・丙種）
- 国家技能検定
  - 普通旋盤作業
  - 機械検査作業
  - ＴＩ（テクニカルイラストレーション）手書き作業
  - シーケンス制御作業
- 公的（民間）資格
  - 品質管理検定(ＱＣ検定)
  - ガス溶接技能講習
  - アーク溶接特別教育
  - カラーコーディネーター検定
  - 色彩検定
  - トレース技能検定
  - 全国統一陶芸技能検定
- 全工協主催
  - 計算技術検定
  - 情報技術検定
  - リスニング英語検定
  - 基礎製図検定
  - 機械製図検定
  - 初級ＣＡＤ検定
  - グラフィックデザイン検定
- 愛知県主催
  - 新素材検定
  - 陶芸技能検定

## 部活動

### 全日制
運動部
- 硬式野球部
- 卓球部
- 男子バレーボール部
- 女子バレーボール部
- 男子バスケットボール部
- 女子バスケットボール部
- サッカー部
- 弓道部

文化部
- 写真部
- 美術部
- 吹奏楽部
- 放送部
- 陶芸・陶磁史部
- 調理部
- 電研部
- 機械工作部
- 創作部
- 軽音楽部
- 新素材同好会

### 定時制
- スポーツ部 （バドミントン、バスケットボール、ウェイトトレーニング）
- 文化部 （絵画、文芸）

## 卒業後の進路

### 全日制
- ロボット工学科・機械科・新素材工学科

　９割以上の生徒が県内の製造業を中心とした事業所に就職。
- 工芸デザイン科

　約半数の生徒が芸術・美術デザイン系大学・専門学校へ進学。

### 専攻科
２年間の経験を生かし、陶芸作家として活躍する修了生も数多い。また、美術デザイン系大学への編入学受験も可能。
陶芸作家を目指し、さらにスキルを磨く施設（抜粋）
- 瀬戸市新世紀工芸館
- 瀬戸染付工芸館
- 多治見市陶磁器意匠研究所

編入学試験が受験可能な大学（抜粋）
- 名古屋学芸大学
- 名古屋芸術大学
- 名古屋造形大学
- 女子美術大学
- 多摩美術大学
- 東京造形大学
- 日本大学芸術学部
- 武蔵野美術大学
- 大阪芸術大学
- 京都精華大学

## 周辺
- 瀬戸蔵(瀬戸蔵ミュージアム・瀬戸蔵セラミックプラザ）
- 窯垣の小径
- 招き猫ミュージアム
- せと銀座通り商店街・せと末広町商店街
- 深川神社(陶彦社)
- パルティせと
- 瀬戸市文化センター（瀬戸市美術館）
- 公立陶生病院

## 交通アクセス
- 名鉄瀬戸線 尾張瀬戸駅下車、南西に向かい徒歩 約7分（450m）
- 名鉄バス 新開地バス停下車、東に向かい徒歩 約10分（650m）

## 著名な卒業生
- 各務鑛三（ガラス工芸家、カガミクリスタル創業者、日本藝術院賞）
- 加藤昭男（彫刻家、武蔵野美術大学名誉教授）
- 東健次（陶芸家、アート庭園「陶芸空間 虹の泉」製作者）
- 桒山賀行（彫刻家）
- 鎌倉安男（元名古屋市議会議員）
- 後藤貴志（イラストレーター、絵本作家）